# 마크 애디
마크 애디(Mark Addy, 1964년 1월 14일 ~ )는 잉글랜드의 배우이다.

## 출연 작품

### 영화
- 고인돌 가족 플린스톤 2 (2000)
- 기사 윌리엄 (2001)
- 타임 머신 (2002) - 필비 역
- 씬 (2003)
- 더 모어 유 이그노어 미 (2018, The More You Ignore Me) - 키스 역

### 텔레비전
- 아틀란티스 (2013-15)